# Хоги, Шивон
Шиво́н Бернаде́тт Хо́ги (англ. Siobhán Bernadette Haughey, иер. 何詩蓓, кант.-рус. Хо Сипхуй, кит.-рус. Хэ Шибэй; род. 31 октября 1997, Гонконг) — гонконгская пловчиха, двукратный серебряный призёр Олимпийских игр 2020 и двукратный бронзовый призёр Игр 2024 в плавании на 100 и 200 метров вольным стилем. Чемпионка мира 2024, трёхкратная чемпионка мира на короткой воде, двукратная чемпионка Азиатских игр.

## Биография
Родилась в Гонконге 31 октября 1997 года. Отец — ирландец, мать — китаянка из Гонконга.
У неё есть старшая сестра Айслинг, которая также занимается плаванием и представляла Гонконг на любительских соревнованиях. Шивон посещала начальную католическую школу Святого Павла и среднюю школу Святого Павла. Окончила Мичиганский университет по специальности психология.

## Спортивная карьера
Завоевала золотую медаль в заплыве на 100 метров вольным стилем на чемпионате мира среди юниоров в 2013 году.
В 2013 году на Восточноазиатских играх завоевала две серебряные и пять бронзовых медалей.
В 2014 году на Азиатских играх завоевала три бронзовые медали.
В 2016 году стала участницей чемпионата Big Ten Conference и помогла Мичиганским росомахам по плаванию и прыжкам в воду завоевать титул впервые с 2004 года.
Прошла квалификацию на Олимпийские игры 2016 в Рио-де-Жанейро и представляла Гонконг в соревнованиях по плаванию на 200 метров вольным стилем и на дистанции 200 метров комплексным. Выиграла 3-й заплыв на Олимпиаде на дистанции 200 метров вольным. Во втором полуфинале заняла шестое место и не вышла в финал.

## Олимпиада 2020 в Токио
На летних Олимпийских играх 2020 года в Токио завоевала серебро на 200 метров вольным стилем и 100 метров вольным стилем, став первым гонконгским пловцом, который выиграл олимпийскую медаль и первый спортсмен в Гонконге, который выиграл две олимпийские медали в любом виде спорта.
8 октября 2023 года в Берлине проплыла 100 метров вольным стилем за 52,02, установив рекорд Азии. Это был третий результат в истории, быстрее плавали только шведка Сара Шёстрём (51,71) и австралийка Эмма Маккеон (51,96).

## Олимпиада 2024 в Париже
На Олимпийских играх 2024 года в Париже завоевала бронзовые медали на дистанциях 100 и 200 метров вольным стилем.